# Panotrogus schmidti
Panotrogus schmidti är en skalbaggsart som beskrevs av Keith 2007. Panotrogus schmidti ingår i släktet Panotrogus och familjen Melolonthidae. Inga underarter finns listade i Catalogue of Life.